# Termična analiza
Termična analiza je veja znanosti o materialih, ki preučuje spreminjanje lastnosti materialov s temperaturo.